# Siphlonurus minnoi
Espèce
Siphlonurus minnoi est une espèce d'insectes éphéméroptères de la famille des Siphlonuridae.